# Villa Müller (Dresden)

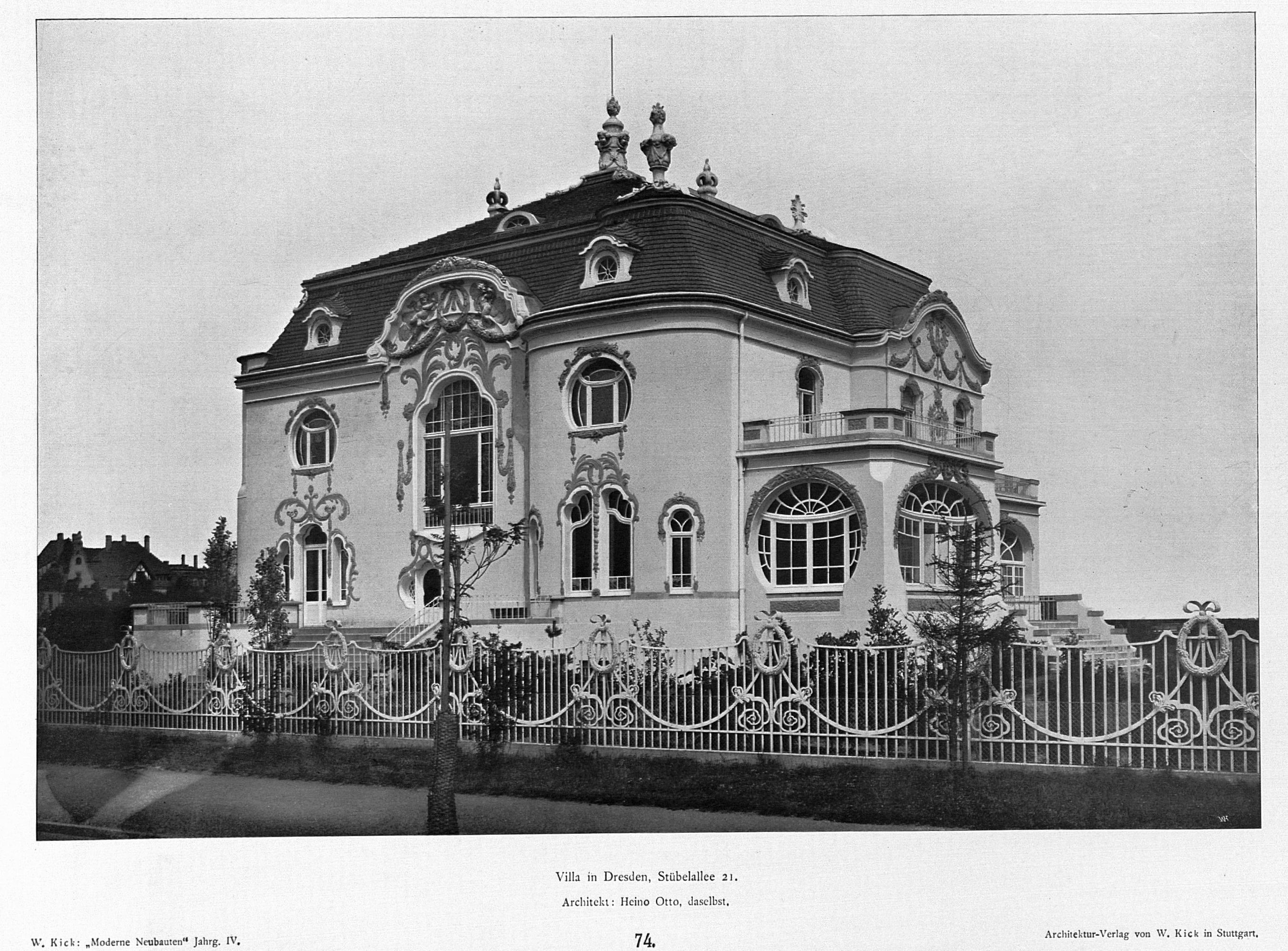
Villa Müller (um 1900)

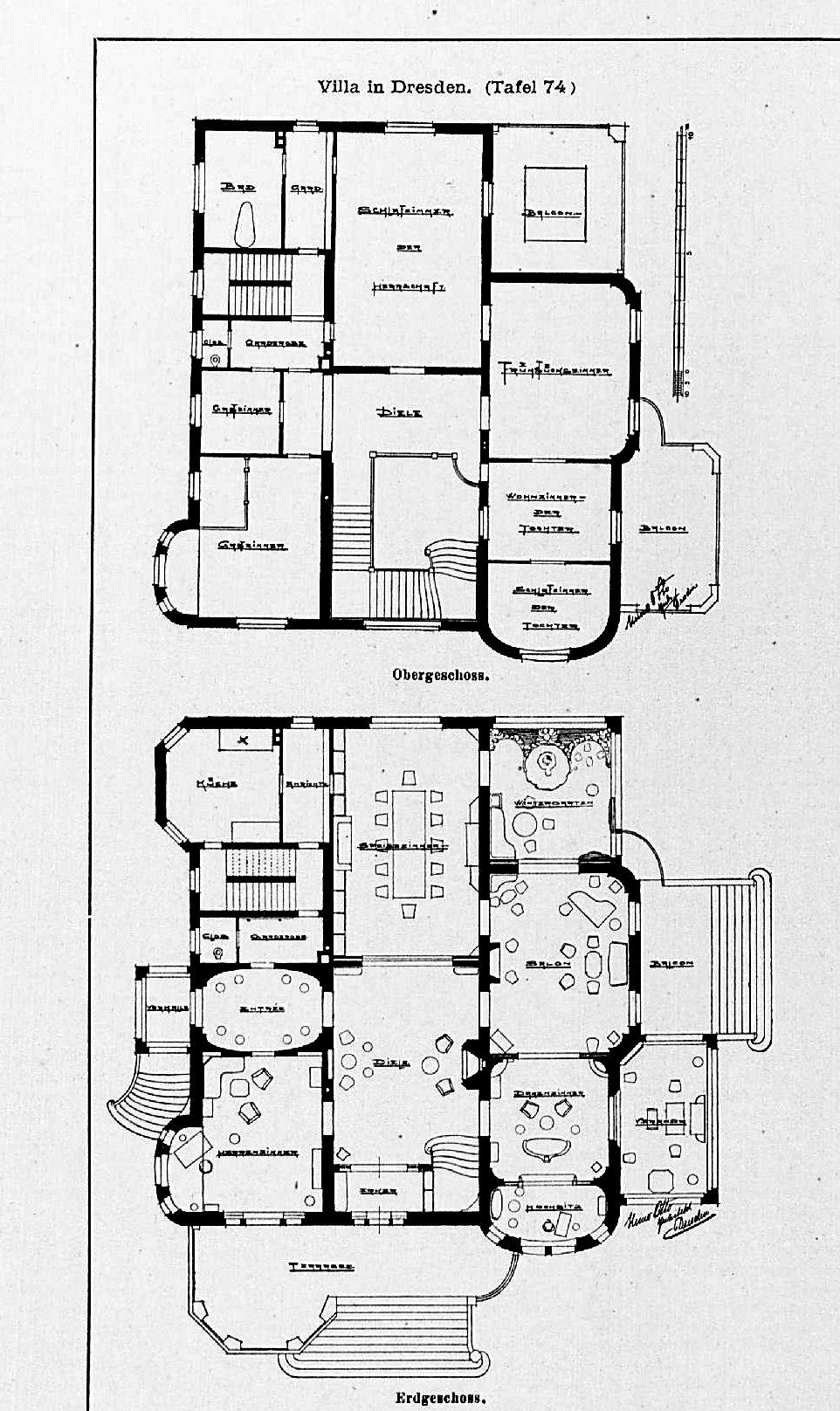
Grundrisse des Gebäudes (oben: Obergeschoss, unten: Erdgeschoss)

Die Villa Müller, benannt nach dem Bauherren, (auch: Villa Stübelallee 21) war eine Villa im Dresdner Stadtteil Johannstadt an der Stübelallee.

## Geschichte und Baubeschreibung
Der Architekt Heino Otto bekam nach seinem Ausscheiden aus dem Architekturbüro Lossow & Viehweger auf Grund seiner exzessiven Arbeiten im Neobarock mehrere Aufträge zum Bau von Villen in Dresden, wie auch den damals noch nicht eingemeindeten Vororten. Einer der ersten Auftraggeber nach seinem Ausscheiden – das Central-Theater mit der von Heino Otto entworfenen exzessiven neobarocken Fassade wurde gerade eröffnet – war noch 1899 der Kaufmann Martin Alfred Müller für ein repräsentatives Wohnhaus für sich und seine Familie. Als Standort wurde vom Auftraggeber die damals noch weitestgehend unbebaute Nordseite der Stübelallee gewählt.
Das sich an der Dresdner Bautradition orientierende Gebäude mit einer Hauptachse und zwei Seitenachsen zur Stübelallee erhielt im Erdgeschoss östlich einen eingeschossigen Wintergarten mit einer Dachterrasse. Architektonisch nahm jedoch Otto einerseits barocke Dresdner Bauformen auf (Giebel, Vasenaufsätze), andererseits sind sowohl die Fenstergestaltung als auch die Putzbemalung dem aufkommenden Jugendstil zuzuordnen. Auch der Grundriss der Villa ist dem Jugendstil zuzuordnen, die repräsentativen Achsen der klassischen Dresdner Tradition wurden im Inneren völlig aufgelöst.

## Sonstiges
Die Villa wurde bei den Luftangriffen auf Dresden 1945 zerstört, das Grundstück bei der Großflächenenttrümmerung Anfang der 1950er Jahre beräumt. Das eigentliche Gebäude ist heute Grünfläche, die östlich und westlich von 16-geschossigen Plattenbauten gesäumt wird.
Neben dieser Villa entwarf Heino Otto sechs weitere Villen für die Nordseite der Stübelallee. Sie wurden ebenfalls alle 1945 zerstört.